# Chironomus virens
Chironomus virens är en tvåvingeart som först beskrevs av Carl von Linné 1767.  Chironomus virens ingår i släktet Chironomus och familjen fjädermyggor.
Artens utbredningsområde är Sverige. Inga underarter finns listade i Catalogue of Life.